# Electrostática
La electrostática es la rama de la física  que analiza los efectos mutuos que se producen entre los cuerpos como consecuencia de sus cargas eléctricas, es decir, el estudio de las cargas eléctricas en equilibrio. La carga eléctrica es la propiedad de la materia responsable de los fenómenos electrostáticos, cuyos efectos aparecen en forma de atracciones y repulsiones entre los cuerpos que la poseen.
Históricamente, la electrostática fue la primera rama del electromagnetismo en desarrollarse.  La postulación de la ley de Coulomb fue descrita y utilizada en experimentos de laboratorio a partir del siglo XVIII, y ya en la segunda mitad del siglo XIX las leyes de Maxwell concluyeron definitivamente su estudio y explicación, además, permitieron demostrar cómo las leyes de la electrostática y las leyes que gobiernan los fenómenos magnéticos pueden ser analizadas en el mismo marco teórico denominado electromagnetismo.

## Desarrollo histórico

Representación de campo eléctrico producido por dos cargas.

Alrededor del año 600 a. C., el filósofo griego Tales de Mileto descubrió que si frotaba un trozo de la resina vegetal fósil llamada ámbar, en griego élektron, este cuerpo adquiría la propiedad de atraer pequeños objetos. Algo más tarde, otro griego, Teofrasto (310 a. C.), realizó un estudio de los diferentes materiales que eran capaces de producir fenómenos eléctricos y escribió el primer tratado sobre la electricidad.
A principios del siglo XVII comienzan los primeros estudios sobre la electricidad y el magnetismo orientados a mejorar la precisión de la navegación con brújulas magnéticas. El físico real británico William Gilbert utiliza por primera vez la palabra electricidad, creada a partir del término griego elektron (ámbar). El jesuita italiano Niccolo Cabeo analizó sus experimentos y fue el primero en comentar que había fuerzas de atracción entre ciertos cuerpos y de repulsión entre otros. 
Alrededor de 1672 el físico alemán Otto von Guericke construye la primera máquina electrostática capaz de producir y almacenar energía eléctrica estática por rozamiento. Esta máquina consistía en una bola de azufre atravesada por una varilla que servía para hacer girar la bola. Las manos aplicadas sobre la bola producían una carga mayor que la conseguida hasta entonces. Francis Hawksbee perfeccionó hacia 1707 la máquina de fricción usando una esfera de vidrio. 
En 1733 el francés Francois de Cisternay du Fay propuso la existencia de dos tipos de carga eléctrica, positiva y negativa, constatando que:
- Los objetos frotados contra el ámbar se repelen.
- También se repelen los objetos frotados contra una barra de vidrio.
- Sin embargo, los objetos frotados con el ámbar atraen los objetos frotados con el vidrio.

Du Fay y Stephen Gray fueron dos de los primeros "físicos eléctricos" en frecuentar plazas y salones para popularizar y entretener con la electricidad. Por ejemplo, se electriza a las personas y se producen descargas eléctricas desde ellas, como en el llamado beso eléctrico: se electrificaba a una dama y luego ella daba un beso a una persona no electrificada.
En 1745 se construyeron los primeros elementos de acumulación de cargas, los condensadores, llamados incorrectamente por anglicismo capacitores, desarrollados en la Universidad de Leyden (hoy Leiden) por Ewald Jürgen Von Kleist y Pieter Van Musschenbroek. Estos instrumentos, inicialmente denominados botellas de Leyden, fueron utilizados como curiosidad científica durante gran parte del siglo XVIII. En esta época se construyeron diferentes instrumentos para acumular cargas eléctricas, en general variantes de la botella de Leyden, y otros para manifestar sus propiedades, como los electroscopios.
En 1767, Joseph Priestley publicó su obra The History and Present State of Electricity, sobre la historia de la electricidad hasta esa fecha. Este libro sería durante un siglo el referente para el estudio de la electricidad. En él, Priestley anuncia también alguno de sus propios descubrimientos, como la conductividad del carbón. Hasta entonces se pensaba que solo el agua y los metales podían conducir la electricidad.
En 1785 el físico francés Charles Coulomb publicó un tratado en el que se describían por primera vez cuantitativamente las fuerzas eléctricas, se formulaban las leyes de atracción y repulsión de cargas eléctricas estáticas y se usaba la balanza de torsión para realizar mediciones. En su honor, el conjunto de estas leyes se conoce con el nombre de ley de Coulomb. Esta ley, junto con una elaboración matemática más profunda a través del teorema de Gauss y la derivación de los conceptos de campo eléctrico y potencial eléctrico, describe la casi totalidad de los fenómenos electrostáticos. 
Durante todo el siglo posterior se sucedieron avances significativos en el estudio de la electricidad, como los fenómenos eléctricos dinámicos producidos por cargas en movimiento en el interior de un material conductor. Finalmente, en 1864 el físico escocés James Clerk Maxwell unificó las leyes de la electricidad y el magnetismo en un conjunto reducido de leyes matemáticas.

## Electricidad estática
La electricidad estática es un fenómeno que se debe a una acumulación de cargas eléctricas en un objeto. Esta acumulación puede dar lugar a una descarga eléctrica cuando dicho objeto se pone en contacto con otro.
Antes del año 1832, que fue cuando Michael Faraday publicó los resultados de sus experimentos sobre la identidad de la electricidad, los físicos pensaban que la electricidad estática era algo diferente de la electricidad obtenida por otros métodos. Michael Faraday demostró que la electricidad inducida desde un imán, la electricidad producida por una batería, y la electricidad estática son todas iguales. 
La electricidad estática se produce cuando ciertos materiales se frotan uno contra el otro, como lana contra plástico o las suelas de zapatos contra la alfombra, donde el proceso de frotamiento causa que se retiren los electrones de la superficie de un material y se reubiquen en la superficie del otro material que ofrece niveles energéticos más favorables. O cuando partículas ionizadas se depositan en un material, como ocurre en los satélites al recibir el flujo del viento solar y de los cinturones de radiación de Van Allen. La capacidad de electrificación de los cuerpos por rozamiento se denomina efecto triboeléctrico; existe una clasificación de los distintos materiales denominada secuencia triboeléctrica.
La electricidad estática se utiliza comúnmente en la xerografía, en filtros de aire, en algunas pinturas de automóvil, en algunos aceleradores de partículas subatómicas, etc. Los pequeños componentes de los circuitos electrónicos pueden dañarse fácilmente con la electricidad estática. Sus fabricantes usan una serie de dispositivos antiestáticos y embalajes especiales para evitar estos daños. Hoy la mayoría de los componentes semiconductores de efecto de campo, que son los más delicados, incluyen circuitos internos de protección antiestática.

### Aislantes y conductores
Los materiales se comportan de forma diferente en el momento de adquirir una carga eléctrica. Así, una varilla metálica sostenida con la mano y frotada con una piel no resulta cargada. Sin embargo, sí es posible cargarla cuando al frotarla se usa para sostenerla un mango de vidrio o de plástico y el metal no se toca con las manos al frotarlo. La explicación es que las cargas pueden moverse libremente entre el metal y el cuerpo humano, lo que las iría descargando en cuanto se produjeran, mientras que el vidrio y el plástico no permiten la circulación de cargas porque aíslan eléctricamente la varilla metálica del cuerpo humano.
Esto se debe a que en ciertos materiales, típicamente en los metales, los electrones más alejados de los núcleos respectivos adquieren fácilmente libertad de movimiento en el interior del sólido. Estos electrones libres son las partículas que transportarán la carga eléctrica. Al depositar electrones en ellos, se distribuyen por todo el cuerpo, y viceversa, al perder electrones, los electrones libres se redistribuyen por todo el cuerpo para compensar la pérdida de carga. Estas sustancias se denominan conductores.
En contrapartida de los conductores eléctricos, existen materiales en los que los electrones están firmemente unidos a sus respectivos átomos. En consecuencia, estas sustancias no poseen electrones libres y no será posible el desplazamiento de carga a través de ellos. Al depositar una carga eléctrica en ellos, la electrización se mantiene localmente. Estas sustancias son denominadas aislantes o dieléctricos. El vidrio y los plásticos son ejemplos típicos.
La distinción entre conductores y aislantes no es absoluta: la resistencia de los aislantes no es infinita (pero sí muy grande), y las cargas eléctricas libres, prácticamente ausentes de los buenos aislantes, pueden crearse fácilmente suministrando la cantidad adecuada de energía para separar a un electrón del átomo al que esté ligado (por ejemplo, mediante irradiación o calentamiento). Así, a una temperatura de 3000 K, todos los materiales que no se descomponen por la temperatura, son conductores. 
Entre los buenos conductores y los dieléctricos existen múltiples situaciones intermedias. Entre ellas destacan los materiales semiconductores por su importancia en la fabricación de dispositivos electrónicos que son la base de la actual revolución tecnológica. En condiciones ordinarias se comportan como dieléctricos, pero sus propiedades conductoras se modifican mediante la adición de una minúscula cantidad de sustancias dopantes. Con esto se consigue que pueda variarse la conductividad del material semiconductor como respuesta a la aplicación de un potencial eléctrico variable en su electrodo de control.
Ciertos metales adquieren una conductividad infinita a temperaturas muy bajas, es decir, la resistencia al flujo de cargas se hace cero. Se trata de los superconductores. Una vez que se establece una corriente eléctrica de circuito cerrado en un superconductor, los electrones fluyen por tiempo indefinido.

### Generadores electrostáticos
Los generadores de electricidad estática son máquinas que producen altísimas tensiones con una muy pequeña intensidad de corriente. Hoy se utilizan casi exclusivamente para demostraciones escolares de física. Ejemplos de tales generadores son el electróforo, la máquina de Wimshurst y el generador de Van de Graaff.
Al frotar dos objetos no conductores se genera una gran cantidad de electricidad estática. En realidad, este efecto no se debe a la fricción, pues dos superficies no conductoras pueden cargarse con solo apoyar una sobre la otra. Sin embargo, al frotar dos objetos aumenta el contacto entre las dos superficies, lo que aumentará la cantidad de electricidad generada. Habitualmente los aislantes son buenos para generar y para conservar cargas superficiales. Algunos ejemplos de estas sustancias son el caucho, los plásticos y el vidrio. Los objetos conductores raramente generan desequilibrios de cargas, excepto, por ejemplo, cuando una superficie metálica recibe el impacto de un sólido o un líquido no conductor, como en los transportes de combustibles líquidos. La carga que se transfiere durante la electrificación por contacto se almacena en la superficie de cada objeto, a fin de estar lo más separada posible y así reducir la repulsión entre las cargas.

## Métodos de carga

### Carga inducida
La carga inducida se produce cuando un objeto cargado repele o atrae los electrones de la superficie de un segundo objeto. Esto crea una región en el segundo objeto que está con una mayor carga positiva, creándose una fuerza atractiva entre los objetos. Por ejemplo, cuando se frota un globo, el globo se mantendrá pegado a la pared debido a la fuerza atractiva ejercida por dos superficies con cargas opuestas (la superficie de la pared gana una carga eléctrica inducida pues los electrones libres de la superficie del muro son repelidos por los electrones que ha ganado el globo al frotarse; se crea así por inducción electrostática una superficie de carga positiva en la pared, que atraerá a la superficie negativa del globo).

### Carga por fricción

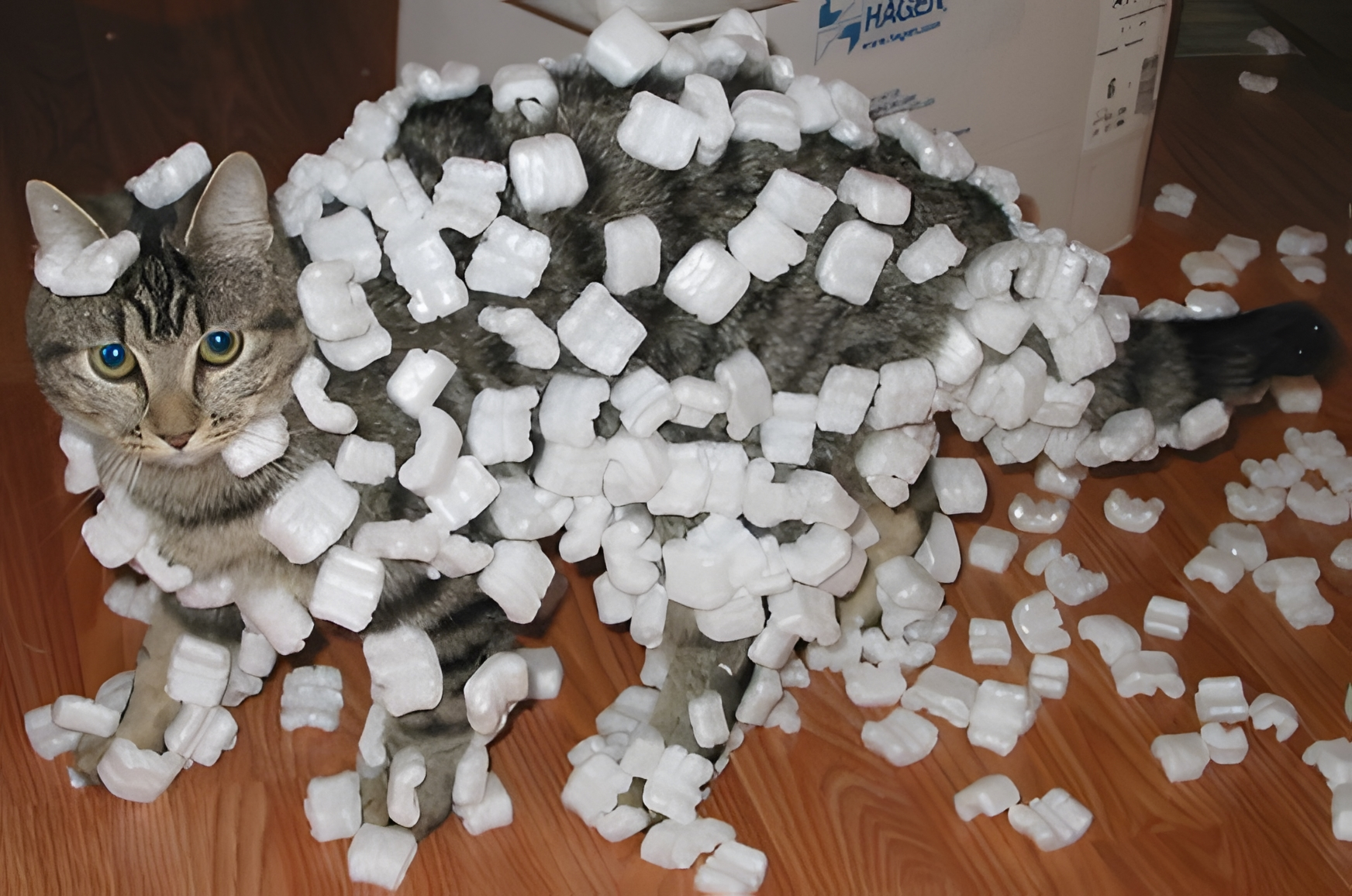
Representación*

En la carga por fricción se transfiere gran cantidad de electrones porque la fricción aumenta el contacto de un material con el otro.
Los electrones más internos de un átomo están fuertemente unidos al núcleo, de carga opuesta, pero los más externos de muchos átomos están unidos muy débilmente y pueden desalojarse con facilidad. La fuerza que retiene a los electrones exteriores en el átomo varía de una sustancia a otra. Por ejemplo los electrones son retenidos con mayor fuerza en la resina que en la lana, y si se frota una torta de resina con un tejido de lana bien seco, se transfieren los electrones de la lana a la resina. Por consiguiente la torta de resina queda con un exceso de electrones y se carga negativamente. A su vez, el tejido de lana queda con una deficiencia de electrones y adquiere una carga positiva. Los átomos con deficiencia de electrones son iones, iones positivos porque, al perder electrones (que tienen carga negativa), su carga neta resulta positiva.

### Carga por inducción
Se puede cargar un cuerpo por un procedimiento sencillo que comienza con el acercamiento a él de una varilla de material aislante, cargada. Considérese una esfera conductora no cargada, suspendida de un hilo aislante. Al acercarle la varilla cargada negativamente, los electrones de conducción que se encuentran en la superficie de la esfera emigran hacia el lado lejano de esta; como resultado, el lado lejano de la esfera se carga negativamente y el cercano queda con carga positiva. La esfera oscila acercándose a la varilla, porque la fuerza de atracción entre el lado cercano de aquella y la propia varilla es mayor que la de repulsión entre el lado lejano y la varilla. Vemos que tiene una fuerza eléctrica neta, aun cuando la carga neta en las esfera como un todo sea cero. La carga por inducción no se restringe a los conductores, sino que puede presentarse en todos los materiales.

## Aplicaciones
- La electricidad estática se usa habitualmente en xerografía en la que un pigmento en polvo (tinta seca o tóner) se fija en las áreas cargadas previamente, lo que hace visible la imagen impresa.

- En electrónica, la electricidad estática puede causar daños a los componentes, por lo que los operarios han de tomar medidas para descargar la electricidad estática que pudieran haber adquirido. Esto puede ocurrir a una persona por frotamiento de las suelas de los zapatos (de materiales como la goma) contra suelos de tela o alfombras, o por frotamiento de su vestimenta contra una silla de plástico. Las tensiones generadas así serán más altas en los días con baja humedad relativa ambiente. Hoy las alfombras y las sillas se hacen con materiales que generen poca electricidad por frotamiento. En los talleres de reparación o en fábricas de artefactos electrónicos se tiene el cuidado de evitar la generación o de descargar estas cargas electrostáticas.

- Al aterrizar un avión se debe proceder a su descarga por seguridad. En los automóviles también puede ocurrir la electrificación al circular a gran velocidad en aire seco (el aire húmedo produce menores cargas), por lo que también se necesitan medidas de seguridad para evitar las chispas eléctricas.

Se piensa que la explosión en 2003 de un cohete en el Centro de Lanzamiento de Alcántara en Brasil, que mató a 21 personas, se debió a chispas originadas por electricidad estática.

## Conceptos matemáticos fundamentales

### La ley de Coulomb
La ecuación fundamental de la electrostática es la ley de Coulomb, que describe la fuerza entre dos cargas puntuales {\displaystyle Q_{1}} y {\displaystyle Q_{2}}. Dentro de un medio homogéneo como es el aire, la relación se expresa como:

{\displaystyle \mathbf {F} ={\frac {Q_{1}Q_{2}}{4\pi \varepsilon r^{2}}}{\hat {r}}}

donde F es la fuerza, {\displaystyle \varepsilon } es una constante característica del medio, llamada la « permitividad ». En el caso del vacío, se denota como {\displaystyle \varepsilon }0. La permitividad del aire es solo un 0,5‰ superior a la del vacío, por lo que a menudo se usan indistintamente.
Las cargas del mismo signo se repelen entre sí, mientras que las cargas de signo opuesto se atraen entre sí. La fuerza es proporcional al producto de las cargas eléctricas e inversamente proporcional al cuadrado de la distancia entre las cargas.
La acción a distancia se efectúa por medio del campo eléctrico.

### El campo eléctrico
El campo eléctrico (en unidades de voltios por metro) se define como la fuerza (en newtons) por unidad de carga (en coulombs). De esta definición y de la ley de Coulomb, se desprende que la magnitud de un campo eléctrico E creado por una carga puntual Q es:

{\displaystyle \mathbf {E} ={\frac {Q}{4\pi \varepsilon _{o}r^{2}}}{\hat {r}}}

### La ley de Gauss
La ley de Gauss establece que el flujo eléctrico total a través de una superficie cerrada es proporcional a la carga eléctrica total encerrada dentro de la superficie. La constante de proporcionalidad es la permitividad del vacío.
Matemáticamente, la ley de Gauss toma la forma de una ecuación integral:
{\displaystyle \oint \limits _{S}\ \mathbf {E} \cdot \mathrm {d} \mathbf {A} ={1 \over \epsilon _{o}}\int \limits _{V}\rho \cdot \mathrm {d} V}
Alternativamente, en forma diferencial, la ecuación es:
{\displaystyle \mathbf {\nabla } \cdot \varepsilon _{o}\,\mathbf {E} =\rho }

### La ecuación de Potencial
La definición del potencial electrostático, combinada con la forma diferencial de la ley de Gauss, provee una relación entre el potencial Φ y la densidad de carga ρ:

{\displaystyle {\nabla }^{2}\phi =-{\rho  \over \epsilon _{0}}}

Esta relación es una forma de la ecuación de Poisson. Esta ecuación se usa en las aplicaciones y corresponde al campo electrostático creado por una distribución continua de carga. En física relativista, puede plantearse el problema electrostático en un espacio-tiempo estacionario curvo (y por tanto no euclídeo) la ecuación de Poisson que usa el operador laplaciano debe ser substituida por una ecuación que usa el operador de Laplace-Beltrami otra ecuación:

{\displaystyle {\tilde {\nabla }}^{2}\phi ={\frac {1}{\sqrt {|g|}}}{\frac {\partial }{\partial x^{j}}}\left({\sqrt {|g|}}g^{ij}{\frac {\partial \phi }{\partial x^{j}}}\right)=-{\frac {\rho }{\epsilon _{0}}}}

Donde:
{\displaystyle g^{ij}}, es tensor 2-contravariante asociado al tensor métrico.
{\displaystyle {\sqrt {|g|}}}, es la raíz cuadrada del valor absoluto del determinante del tensor métrico.

### Ecuación de Laplace
En ausencia de carga eléctrica, la ecuación es
{\displaystyle {\nabla }^{2}\phi =0}
que es la ecuación de Laplace.

## Fenómenos electrostáticos
La existencia del fenómeno electrostático es bien conocido desde la antigüedad, existen numerosos ejemplos ilustrativos que hoy forman parte de la enseñanza moderna, como el hecho de que ciertos materiales se cargan de electricidad por simple frotamiento.

### Electrización
Se denomina electrización al efecto de ganar o perder cargas eléctricas, normalmente electrones, producido por un cuerpo eléctricamente neutro.
1. Por contacto: Se puede cargar un cuerpo neutro con solo tocarlo con otro previamente cargado. En este caso, ambos quedan con el mismo tipo de carga, es decir, si se toca un cuerpo neutro con otro de carga positiva, el primero debe quedar con carga positiva.
2. Por frotamiento: Al frotar dos cuerpos eléctricamente neutros (número de electrones igual al número de protones), ambos se cargan, uno con carga positiva y el otro con carga negativa.

### Carga eléctrica
Es una de las propiedades básicas de la materia. Realmente, la carga eléctrica de un cuerpo u objeto es la suma de las cargas de cada uno de sus constituyentes mínimos (moléculas, átomos y partículas elementales). Por ello se dice que la carga eléctrica está cuantizada.
Existen dos tipos de carga eléctrica, que se han denominado cargas positivas y negativas. Las cargas eléctricas de la misma clase o signo se repelen mutuamente y las de signo distinto se atraen.

### Principio de conservación y cuantización de la carga
Las cargas eléctricas solo se pueden producir por parejas. La cantidad total de las cargas eléctricas positivas producidas es igual a la de las negativas, es decir, la cantidad total de carga eléctrica en cualquier proceso permanece constante.

### Ejemplos de fenómenos electrostáticos
1. Poniendo muy próximos dos péndulos eléctricos tocados con vidrio frotado, se observa una repulsión mutua; si los dos se han tocado con resina frotada, la repulsión se origina análogamente; si uno de los dos péndulos se ha puesto en contacto con resina frotada y el otro con vidrio, se produce una atracción mutua.
2. Cuando frotamos una barra de vidrio con un paño. Lo que hemos hecho es arrancar cargas negativas de la barra que han quedado atrapadas en el paño, por lo que la barra inicialmente neutra ha quedado con defecto de cargas negativas (cargada positivamente) y el paño con un exceso de cargas negativas, en el sistema total vidrio-paño, la carga eléctrica no se ha modificado, únicamente se ha redistribuido.
3. Cuando caminas por alfombra y tocas el picaporte metálico de una puerta sientes una descarga eléctrica.
4. Cuando te peinas puedes recoger pedacitos de papel con el peine.
5. Cuando frotas un globo en lana y te lo acercas a la cabeza se te levanta el pelo

## Electroscopio
El electroscopio es un instrumento que permite determinar la presencia de cargas eléctricas y su signo.